# Ikarus 411
Az Ikarus 411 az Ikarus 412 egy méterrel rövidebb elődje. Az első darabját 1993-ban gyártották le. Összesen 6 darab készült belőle.

## Műszaki adatai
Padlómagasság: 330 mm

## 411-esek Magyarországon
411-ek Magyarországon csak a Volánbusz állományában közlekedtek Salgótarján helyi vonalain. Eredetileg kettő darab volt állományban, de a BKV kivitelű prototípust (rendszám: FFJ-790) 2010-ben leselejtezték. Jelenleg már egy sem közlekedik belőle, a legelső prototípust (rendszám: FHK-261), melyet 2013-ban teljesen felújítottak Gyöngyösön, leállították 2019 júniusában és véglegesen kivonták a forgalomból.

### BKV-korszak
A busz a legyártását követően rövid ideig megfordult a BKV-nál is. A busz főleg a gyors 122-es busz útvonalán közlekedett. Pár hónap tesztelés után a jármű visszakerült a gyárhoz, és végül 1995-ben Salgótarjánba kerültek a másik prototípus társával együtt, ahol FFJ-790-es rendszámmal közlekedett.
2023-ban a BKV állományában csak a troliváltozatot alkalmazzák.